# Bidépartementalisation
 (juin 2016).
Si vous disposez d'ouvrages ou d'articles de référence ou si vous connaissez des sites web de qualité traitant du thème abordé ici, merci de compléter l'article en donnant les références utiles à sa vérifiabilité et en les liant à la section « Notes et références ».
En France, une bidépartementalisation est une opération administrative territoriale exceptionnelle consistant à créer deux départements à partir d'un territoire n'en constituant jusqu'alors qu'un seul. Dans l'histoire contemporaine française, cela s'est produit pour le département Rhône-et-Loire, scindé en Rhône et Loire en 1793, et pour la Corse, scindée en deux départements en 1793 (réunifiée en 1811) et scindée de nouveau en 1976. D'autres projets de bidépartementalisation ont avorté ou n'ont pas abouti comme pour le département de la Seine-Inférieure (aujourd'hui Seine-Maritime) à la fin du XIXe siècle, le département d'outre-mer de La Réunion à la fin des années 1990 ou les Pyrénées-Atlantiques avec le projet de création d'un département Pays basque et d'un département Béarn, souvent proposé depuis la fin des années 1960.
La création du département du Territoire de Belfort résulte d'une autre forme de bidépartementalisation, née de deux guerres. Le Territoire est issu du département du Haut-Rhin, dont il a été détaché à la suite du Traité de Francfort en 1871. Après le retour de l'Alsace-Lorraine à la France en 1918, le Territoire de Belfort ne réintègre pas son département d'origine et est constitué en département à part entière en 1922.

## Bidépartementalisations abouties

### Corse

La Corse en 1811, divisée en Golo et Liamone.

La Corse en 2010, divisée (trait épais) en Haute-Corse et Corse-du-Sud (les traits fins sont les limites des arrondissements.

L'un des exemples les plus connus de bidépartementalisation a eu lieu en Corse puisque l'île connut cette opération deux fois dans son histoire :
- La première ayant eu lieu en 1793, soit trois ans après la création d'un département unique par le décret de la division de la France en départements (1790), amena la constitution des départements du Golo (chef-lieu à Bastia) et du Liamone (chef-lieu à Ajaccio), du nom de deux fleuves côtiers traversant ces départements. Cette scission, effective en 1796, était rendue nécessaire afin que le gouvernement révolutionnaire dispose d'une administration qui lui était loyale à Ajaccio face à celle de Bastia qui alors était en pleine insurrection. Elle a duré jusqu'en 1811, date à laquelle un département insulaire unique fut restauré.
- La seconde est intervenue en 1976 créant les départements actuels de Haute-Corse retrouvant des frontières équivalentes à l'ancien Golo et de Corse-du-Sud aux limites identiques à celles de l'ancien Liamone.

En 2003, un référendum local a proposé aux Corses de fusionner à nouveau les deux départements au sein d'une collectivité territoriale unique. Le non l'a emporté avec 51 % des voix . C'est finalement la loi portant nouvelle organisation territoriale de la République (loi NOTRe) de 2015 qui valide le projet de collectivité territoriale unique, voté en 2014 par les élus de l'Assemblée de Corse, créant la Collectivité de Corse à la place des départements et de la Collectivité territoriale de Corse le 1er janvier 2018.

### Rhône-et-Loire

Le gouvernement général de Lyon au XVIII, avec les provinces du Lyonnais, du Forez et du Beaujolais ainsi que les communes et départements actuels.

En 1793, le département de Rhône-et-Loire, créé en 1790, fut divisé en deux départements : le Rhône (chef-lieu : Lyon) et la Loire (chef-lieu : Montbrison), à la suite du soulèvement de la ville de Lyon contre la Convention nationale. On voulait ainsi réduire l'influence de ville rebelle en soustrayant à son autorité les districts de Montbrison, Roanne et Saint-Étienne.

### Rhône

Bien que n'étant pas présentée ainsi, la création de la Métropole de Lyon à partir du département du Rhône dans le cadre de la Loi de modernisation de l'action publique territoriale et d'affirmation des métropoles (loi MAPTAM) de 2014 constitue en plusieurs points un processus de bidépartementalisation, au sens où la nouvelle métropole est une entité administrative créée à partir d'un département, ayant le statut de collectivité territoriale et reprenant l'ensemble des compétences départementales sur son territoire, et où le département du « Nouveau Rhône » doit voir sa préfecture déplacée à Villefranche-sur-Saône.
Toutefois, cet exemple n'est pas une bidépartementalisation classique au sens où la Métropole de Lyon n'est pas intégrée à la liste des départements français, occupant un statut unique sur le territoire national.

### Territoire de Belfort

Évolution des limites départementales depuis 1871 en Alsace et Lorraine.

Le Territoire de Belfort est né en 1871 du traité de Francfort qui mettait fin à la guerre de 1870-1871. Il était alors appelé « arrondissement subsistant du Haut-Rhin ».
Après avoir longtemps conservé un statut spécial dans l'attente du retour de l'intégralité de l'Alsace-Lorraine à la France, le Territoire de Belfort devient officiellement le 90e département français le 18 février 1922,.

## Projets avortés

### Seine-Maritime

L'arrondissement du Havre au sein de la Seine-Maritime.

En 1870, le gouvernement de la Défense nationale conçut le projet de diviser le département de la Seine-Inférieure (actuelle Seine-Maritime) en deux et de créer un département de la Seine-Maritime recouvrant le territoire de l'arrondissement du Havre, que Le Havre en sera le chef-lieu de préfecture et qu'il n'y aura pas de sous-préfecture.
Le projet de décret, signé de Léon Gambetta, n'est pas daté, mais il est postérieur au 15 septembre 1870.

### La Réunion

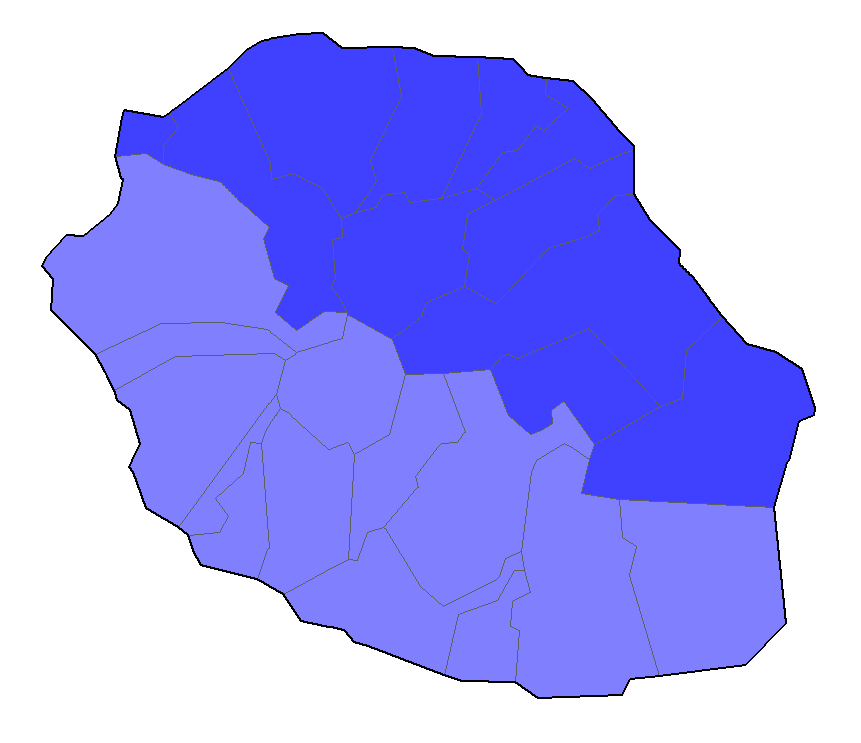
Les deux départements réunionnais que prévoyait un projet de loi sous le gouvernement de Lionel Jospin.

Un autre projet de bidépartementalisation n'ayant jamais vu le jour est celui qu'a envisagé, à la fin des années 1990, le gouvernement de Lionel Jospin pour La Réunion, région d'outre-mer monodépartementale peuplée alors de 700 000 habitants et souffrant d'un déséquilibre socio-économique en faveur du nord et de l'ouest.
Rebaptisé localement « Bidep » le projet a été abandonné en 2000 parce qu'il ne recevait qu'un soutien relatif au sein de la population réunionnaise, celle-ci n'hésitant pas à manifester dans le chef-lieu en scandant en créole « coup' pa nou » (« ne nous séparez pas »). Il fut notamment signalé que La Réunion, avec un tel nom, ne pouvait être sectionnée en deux sans perdre son âme.
Si la promesse de devenir une préfecture à part entière rendait la proposition intéressante à Saint-Pierre, dans le sud, elle est apparue beaucoup plus contestable à Saint-Paul et dans l'ouest en général, les administrés de cette micro-région géographiquement proche de Saint-Denis s'estimant lésés par leur inclusion annoncée dans le département austral.
En outre, la classe politique locale était très divisée quant à cette initiative, même la droite pourtant susceptible de critiquer l'ensemble des décisions d'un gouvernement de gauche. Ainsi, le maire de droite de la commune sudiste du Tampon André Thien Ah Koon a soutenu le projet. Dans l'est, Jean-Paul Virapoullé a quant à lui pris la tête de ceux qui entendaient lui résister. Plusieurs années après, il mentionne encore la mise en échec du projet comme l'un de ses plus importants faits d'armes politiques. Il a notamment fait poser à proximité immédiate de l'hôtel de ville de Saint-André une plaque commémorative des manifestations opposées à la bidépartementalisation où elles sont présentées comme un grand acte de résistance du peuple réunionnais à une forme d'oppression.
Le projet prévoyait la création de deux départements découpés selon une ligne entre le nord-est et le sud-ouest[Quoi ?] :
- le département de la « Réunion-du-Nord » (ou « Réunion-du-Vent ») devait comprendre onze communes de la moitié nord-est de l'île rassemblant alors 338 403 habitants, soit 48 % de la population régionale : Bras-Panon, La Plaine-des-Palmistes, Le Port, La Possession, Saint-André, Saint-Benoît, Saint-Denis, Sainte-Marie, Sainte-Rose, Sainte-Suzanne et Salazie. Le chef-lieu de ce territoire installé sur la côte-au-vent serait resté à Saint-Denis, qui serait également restée capitale régionale de La Réunion ;
- le département de la « Réunion-du-Sud » (ou « Réunion-sous-le-Vent ») devait quant à lui comprendre les treize autres communes de l'île, celles de la moitié sud-ouest et qui rassemblaient alors 367 897 habitants : Les Avirons, Cilaos, Entre-Deux, L'Étang-Salé, Petite-Île, Saint-Joseph, Saint-Leu, Saint-Louis, Saint-Paul, Saint-Philippe, Saint-Pierre, Le Tampon et Trois-Bassins. Le chef-lieu de ce département sis sur la côte-sous-le-vent aurait été Saint-Pierre, actuelle sous-préfecture.

Un avant-projet soumis à la concertation locale prévoyait d'intégrer La Possession et Le Port au département du Sud. Si tel avait été le cas, celui-ci aurait compté 428 213 habitants, soit 61 % de la population de l'île. Celui du Nord n'en aurait eu que 278 087 habitants. Aussi, l'avant-projet fut abandonné à la suite des protestations des élus de ces communes et de la population locale.
Le projet prévoyait aussi la création d'un congrès qui aurait disposé de la capacité de proposer des évolutions statutaires.
Le projet a été de nouveau défendu par la section locale du parti Debout la France en 2015.

### Pyrénées-Atlantiques

Les Pyrénées-Atlantiques s'étendent sur le Pays basque et le Béarn.

Dès sa création, le département des Basses-Pyrénées — dénommé Pyrénées-Atlantiques depuis le 10 octobre 1969 — fait l'objet de débats concernant sa bidépartementalisation : la séance du 12 janvier 1790 y est consacrée[précision nécessaire]. La scission du département des Pyrénées-Atlantiques entre un département Béarn et un autre Pays basque a plusieurs fois été avancée, notamment en janvier 1946, le 18 décembre 1980 lorsque les députés socialistes Christian Laurissergues, Louis Le Pensec, Pierre Garmendia, André Labarrère, Pierre Forgues, Pierre Lagorce, Louis Besson, Jean-Yves Le Drian, Georges Lemoine, Alain Richard, Dominique Taddei et Yvon Tondon au nom du groupe socialiste et apparentés, déposèrent la proposition de loi no 2224 à l'Assemblée nationale. Ce département aurait regroupé les cantons d'Anglet, Bayonne-Est, Bayonne-Ouest, Bayonne-Nord, Biarritz-Est, Biarritz-Ouest, Bidache, Espelette, Hasparren, Hendaye, Iholdy, Labastide-Clairence, Saint-Étienne-de-Baigorry, Saint-Jean-de-Luz, Saint-Jean-Pied-de-Port, Saint-Palais, Ustaritz, Tardets et Mauléon, en excluant Escos et Esquiule.
En avril 1836 fut proposé un projet de création d'un département de l'Adour regroupant les arrondissements de Bayonne et de Mauléon distraits des Basses-Pyrénées et de Dax distrait des Landes. Il ne s'agissait donc pas d'un projet de bidépartementalisation mais d'un projet se rapprochant de celui ayant conduit à la création du département de Tarn-et-Garonne en 1808.
L'idée, défendue depuis les années 1990 par le mouvement nationaliste basque français Abertzaleen Batasuna mais aussi par des responsables politiques locaux de tous bords, est reprise par le député RPR Michel Inchauspé à l'occasion d'un amendement en 1994 et de la proposition de loi n° 1289 tendant à créer une région Adour-Pyrénées, qui fut déposée le 22 décembre 1998, bien que contestée par Michèle Alliot-Marie, alors maire RPR de Saint-Jean-de-Luz et François Bayrou, président UDF du Conseil général des Pyrénées-Atlantiques. Cette nouvelle région aurait regroupé les départements des Hautes-Pyrénées et les nouveaux départements du Béarn et du Pays basque-Adour, issus de la scission des Pyrénées-Atlantiques. Le département Pays basque-Adour aurait compris les communes appartenant à l'arrondissement de Bayonne, aux cantons de Mauléon et de Tardets de l'arrondissement d'Oloron-Sainte-Marie. Le département Béarn aurait compris les communes appartenant à l'arrondissement de Pau et à l'arrondissement d'Oloron-Sainte-Marie, sauf celles des cantons de Mauléon et de Tardets.
La proposition est reprise par la candidate écologiste Dominique Voynet lors de la campagne présidentielle de 2007, et toujours activement défendue par de nombreux élus locaux en dépit du refus systématique du gouvernement.
La création de la communauté d'agglomération du Pays Basque en 2017 et du pôle métropolitain Pays de Béarn en 2018 répond en partie à cette problématique.

### Nord

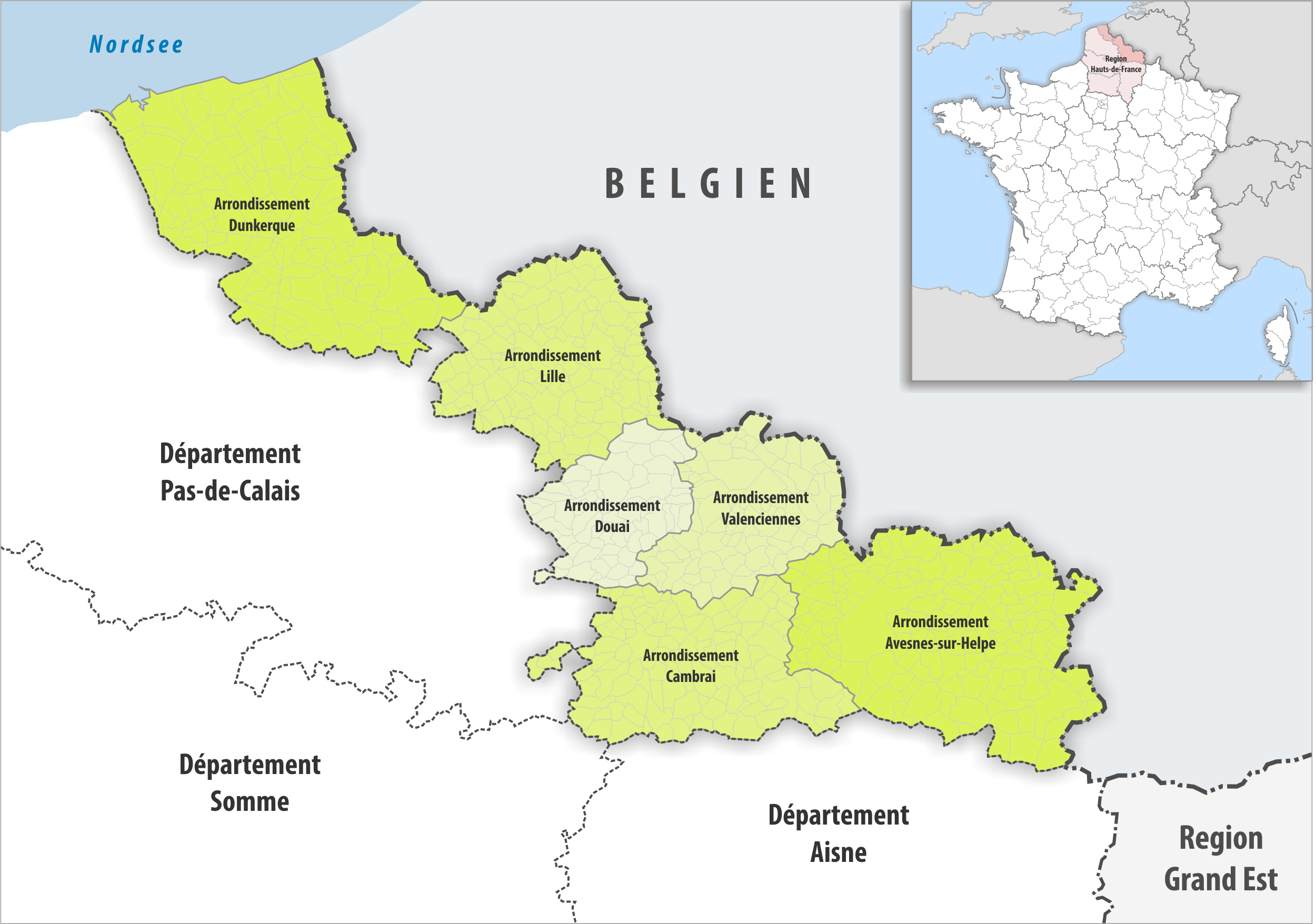
Le département du Hainaut représenterait les trois arrondissements de Valenciennes, Cambrai et Avesnes-sur-Helpe

Il a existé jusqu'en 1997 au sein du département du Nord une tendance à créer un département du Sud. Il correspond à la région naturelle du Hainaut français. Il regrouperait l'arrondissement de Valenciennes, l'arrondissement de Cambrai et l'arrondissement d'Avesnes-sur-Helpe. En 1969, l'ensemble représentait environ 800 000 habitants. Valenciennes serait la capitale de ce nouveau département qui se situerait d'emblée parmi les dix plus importants de France.